# Spółka strategiczna
Spółki strategiczne – spółki ujęte w wykazie będącym rozporządzeniem Rady Ministrów RP do ustawy o szczególnych uprawnieniach ministra skarbu. Przed 2010 rokiem taka lista była zatwierdzana rozporządzeniem Rady Ministrów. Obecnie nie ma takiego wymogu. 
Wcześniej obowiązywała ustawa z 3 czerwca 2005 o szczególnych uprawnieniach Skarbu Państwa oraz ich wykonywaniu w spółkach kapitałowych o istotnym znaczeniu dla porządku publicznego lub bezpieczeństwa publicznego (Dz.U. z 2005 r. nr 132, poz. 1108, ze zm.). W spółkach tych obowiązywała reguła tzw. „złotej akcji” lub „złotego weta” ze strony reprezentanta Skarbu Państwa.

## Spółki strategiczne Ministra Skarbu Państwa
- Agencja Rozwoju Przemysłu SA
- Bank Gospodarstwa Krajowego
- Grupa Azoty SA
- Grupa LOTOS SA
- KGHM Polska Miedź SA
- PGE Polska Grupa Energetyczna SA
- Polska Grupa Zbrojeniowa SA
- Polska Wytwórnia Papierów Wartościowych SA
- Polski Koncern Naftowy ORLEN SA
- Polskie Górnictwo Naftowe i Gazownictwo SA
- Polski Fundusz Rozwoju
- Polskie Radio SA
- Powszechna Kasa Oszczędności Bank Polski SA
- Powszechny Zakład Ubezpieczeń SA
- Przedsiębiorstwo Eksploatacji Rurociągów Naftowych PRZYJAŹŃ SA
- Przedsiębiorstwo Przeładunku Paliw Płynnych "NAFTOPORT" Sp. z o.o.
- TAURON Polska Energia SA
- Telewizja Polska SA
- Totalizator Sportowy Sp. z o.o.
- Zarząd Morskich Portów Szczecin i Świnoujście SA
- Zarząd Morskiego Portu Gdańsk SA
- Zarząd Morskiego Portu Gdynia SA

Dodatkowo istnieje lista spółek o istotnym znaczeniu, na której znajduje się 31 podmiotów gospodarczych.